# Eutheia schaumii
Eutheia schaumii är en skalbaggsart som beskrevs av Ernst Hellmuth von Kiesenwetter 1858. Eutheia schaumii ingår i släktet Eutheia, och familjen glattbaggar. Arten är reproducerande i Sverige.